# Guy L. Moser

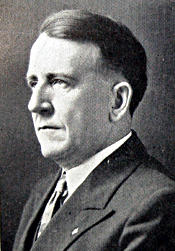
Guy L. Moser (1942)

Guy Louis Moser (* 23. Januar 1886 in Amity, Berks County, Pennsylvania; † 9. Mai 1961 in Reading, Pennsylvania) war ein US-amerikanischer Politiker. Zwischen 1937 und 1943 vertrat er den Bundesstaat Pennsylvania im US-Repräsentantenhaus.

## Werdegang
Guy Moser besuchte die öffentlichen Schulen seiner Heimat und danach das Keystone State Teachers’ College in Kutztown. Zwischen 1898 und 1904 arbeitete er als Maler und Tapezierer. In den Jahren 1903 und 1904 unterrichtete er als Lehrer in seiner Heimatgemeinde Amity. Von 1904 bis 1914 war er bei der Eisenbahnpost beschäftigt. Danach war er zwischen 1914 und 1926 Postinspektor. Schließlich war er in den Jahren 1926 bis 1931 in Philadelphia im Investmentbankgewerbe tätig. Später arbeitete er in der Landwirtschaft. Politisch schloss sich Moser der Demokratischen Partei an. In den Jahren 1932 und 1934 strebte er erfolglos deren Nominierung für die jeweiligen Kongresswahlen an.
Bei den Kongresswahlen des Jahres 1936 wurde Moser dann aber im 14. Wahlbezirk von Pennsylvania in das US-Repräsentantenhaus in Washington, D.C. gewählt, wo er am 3. Januar 1937 die Nachfolge von William Emanuel Richardson antrat. Nach zwei Wiederwahlen konnte er bis zum 3. Januar 1943 drei Legislaturperioden im Kongress absolvieren. Seit 1941 war er Vorsitzender des Committee on Census. Bis 1941 wurden im Kongress die letzten New-Deal-Gesetze der Roosevelt-Regierung verabschiedet. Seit 1941 war auch die Arbeit des Repräsentantenhauses von den Ereignissen des Zweiten Weltkrieges geprägt.
1942 wurde Moser von seiner Partei nicht mehr zur Wiederwahl aufgestellt. In den Jahren 1944, 1948 und 1950 strebte er erfolglos die demokratische Nominierung für die jeweiligen Kongresswahlen an. Ansonsten war er in der Landwirtschaft tätig; außerdem hielt er öffentliche Vorträge. Er starb am 9. Mai 1961 in Reading.